# Willmating
Willmating ist ein Gemeindeteil des Marktes Isen im oberbayerischen Landkreis Erding. 

## Lage
Der Weiler Willmating liegt drei Kilometer südöstlich des Marktplatzes von Isen in der Gemarkung Thonbach.

## Bevölkerungsentwicklung
Um 1871 gab es in Willmating 33 Einwohner. Im Mai 1987 lebten dort 24 Einwohner in fünf Wohngebäuden.
| Jahr      | 1871 | 1925 | 1950 | 1970 | 1987 |
| Einwohner | 33   | 46   | 44   | 26   | 24   |